# Lamium glaberrimum
Lamium glaberrimum là một loài thực vật có hoa trong họ Hoa môi. Loài này được (K.Koch) Taliev mô tả khoa học đầu tiên năm 1902.